# Liste der Baudenkmale in Gorden-Staupitz
In der Liste der Baudenkmale in Gorden-Staupitz sind alle Baudenkmale der brandenburgischen Gemeinde Gorden-Staupitz und ihrer Ortsteile aufgelistet. Grundlage ist die Veröffentlichung der Landesdenkmalliste mit dem Stand vom 31. Dezember 2023. Die Bodendenkmale sind in der Liste der Bodendenkmale in Gorden-Staupitz aufgeführt.

## Baudenkmale in den Ortsteilen
In den Spalten befinden sich folgende Informationen:
- ID-Nr.: Die Nummer wird vom Brandenburgischen Landesamt für Denkmalpflege vergeben. Ein Link hinter der Nummer führt zum Eintrag über das Denkmal in der Denkmaldatenbank. In dieser Spalte kann sich zusätzlich das Wort Wikidata befinden, der entsprechende Link führt zu Angaben zu diesem Denkmal bei Wikidata.
- Lage: die Adresse des Denkmales und die geographischen Koordinaten. Link zu einem Kartenansichtstool, um Koordinaten zu setzen. In der Kartenansicht sind Denkmale ohne Koordinaten mit einem roten beziehungsweise orangen Marker dargestellt und können in der Karte gesetzt werden. Denkmale ohne Bild sind mit einem blauen bzw. roten Marker gekennzeichnet, Denkmale mit Bild mit einem grünen beziehungsweise orangen Marker.
- Bezeichnung: Bezeichnung in den offiziellen Listen des Brandenburgischen Landesamtes für Denkmalpflege. Ein Link hinter der Bezeichnung führt zum Wikipedia-Artikel über das Denkmal.
- Beschreibung: die Beschreibung des Denkmales
- Bild: ein Bild des Denkmales und gegebenenfalls einen Link zu weiteren Fotos des Baudenkmals im Medienarchiv Wikimedia Commons

### Gorden
| ID-Nr.            | Lage                          | Bezeichnung                          | Beschreibung | Bild           |
| ----------------- | ----------------------------- | ------------------------------------ | --- | -------------- |
| 09135392 Wikidata | (Lage)                        | Dorfkirche                           | Die evangelische Kirche wurde 1749 erbaut. Im Inneren stammen der Kanzelaltar und weitere Ausstattungsstücke aus der Bauzeit. Die Orgel der Kirche wurde 1840 vom Großenhainer Orgelbaumeister Gottlob Heinrich Nagel errichtet.                    | weitere Bilder |
| 09135393          | (Lage)                        | Barocker Grabstein, auf dem Kirchhof | Der kartuschenförmige Grabstein befindet sich an der östlichen Außenseite der Kirche. | weitere Bilder |
| 09135394 Wikidata | Hohenleipischer Straße (Lage) | Freiplastik „Mutter und Kind“        | Die eine schlafende ärmlich gekleidete junge Frau mit ihrem Kind darstellende Skulptur befindet sich im Ortszentrum von Gorden. Das Denkmal wurde 1926 vom Erzgießermeister Oswald Haberland (1877–1948) zur Erinnerung an seine Mutter geschaffen. | weitere Bilder |

### Staupitz
| ID-Nr.                           | Lage                           | Bezeichnung | Beschreibung                                                                          | Bild           |
| -------------------------------- | ------------------------------ | ----------- | ------------------------------------------------------------------------------------- | -------------- |
| 09135302                         | Finsterwalder Straße 35 (Lage) | Dorfkirche  | Die evangelische Kirche wurde 1717 erbaut, der Glockenturm stammt aus dem Jahre 1888. | weitere Bilder |
| 09136265 Teilobjekt zu: 09135302 | Finsterwalder Straße 35 (Lage) | Taufengel   |                                                                                       | BW             |

## Ehemalige Baudenkmale
| ID-Nr. | Lage                        | Bezeichnung | Beschreibung | Bild                                                                                          |
| ------ | --------------------------- | ----------- | --- | --------------------------------------------------------------------------------------------- |
|        | Gorden Hauptstraße 6 (Lage) | Pfarrhaus   | Das mit einem Mansardgiebeldach versehene Gebäude wurde zwischen 1908 und 1910 errichtet. Das Gebäude ist nicht mehr vorhanden. | [[Vorlage:Bilderwunsch/code!/C:51.534868,13.622879!/D:Gorden Hauptstraße 6, Pfarrhaus!/\|BW]] |